# Le Rêve des marmitons
Pour plus de détails, voir Fiche technique et Distribution.
Le Rêve des marmitons est un film muet français réalisé par Segundo de Chomón et sorti en 1908.

## Fiche technique
- Titre : Le Rêve des marmitons
- Réalisateur : Segundo de Chomón
- Scénariste : Segundo de Chomón
- Société de Production :  Pathé Frères
- Pays d'origine :  France
- Durée : 6 minutes